# STS-131
STS-131 byla mise raketoplánu Discovery k Mezinárodní vesmírné stanici ISS. Cílem letu bylo doplnění zásob a vybavení na stanici. V nákladovém prostoru byl logistický MPLM modul Leonardo a nová nádrž ATA s amoniakem pro termoregulační systém ISS. Při misi proběhly celkem 3 výstupy do kosmu jejichž hlavním úkolem bylo výměna nádrže ATA na povrchu stanice. Start mise proběhl úspěšně 5. dubna 2010 v 10:21 UTC (12:21 SELČ), přistání proběhlo 20. dubna 2010 v 15:08:35 SELČ.

## Posádka
- Alan Poindexter (2) – velitel[2]
- James Dutton (1) – pilot
- Richard Mastracchio (3) – letový specialista
- Dorothy Metcalf-Lindenburgerová (1) – letový specialista
- Stephanie Wilsonová (3) – letový specialista
- Naoko Jamazakiová (1) – letový specialista (JAXA)
- Clayton Anderson (2) – letový specialista

V závorkách je uveden dosavadní počet letů do vesmíru včetně této mise.

## Předstartovní příprava
Raketoplán Discovery byl převezen z budovy OPF (Orbiter Processing Facility) do montážní budovy VAB (Vehicle Assembly Building) 22. února 2010. Po připojení externí nádrže ET (External Tank) a startovacích motorů SRB (Solid Rocket Booster) byla celá sestava STS-131 převezena na startovací komplex LC-39A 3. března 2010. Zkušební odpočítávání TCDT (Terminal Countdown Demonstration Test) za účasti letové posádky proběhlo 5. března 2010. Během předstartovních příprav se na pravém manévrovacím OMS motoru raketoplánu našly porouchané ventily a hrozil dlouhodobý odklad startu, což by v současném stavu NASA nebylo moc dobré. Pozdější testy ale ukázaly, že ventily i bez opravy nepředstavují ohrožení bezpečnosti a na zasedání manažerů FRR (Flight Readiness Review) dne 26. března 2010 bylo oficiálně potvrzeno plánované datum startu na 5. dubna 2010.

## Průběh letu[5]

### 1. letový den - Start
Raketoplán Discovery odstartoval do kosmu po bezproblémovém průběhu odpočítávání v pondělí 5. dubna 2010 v 10:21 UTC (12:21 SELČ).

### 2. letový den - Kontrola tepelné ochrany raketoplánu
Po otevření dveří nákladového prostoru raketoplánu a po vyklopení parabolické antény pro pásmo Ku se ukázalo, že nefunguje vysokorychlostní telekomunikační systém (přes družice TDRS). Kosmonauti i technici na Zemi tento problém řeší, ale mise může pokračovat i bez spojení v pásmu Ku. Základní data lze přenést jinými přenosovými kanály a velkoobjemová data lze dostat na Zemi po připojení k ISS. Také při přibližování k ISS se raketoplán dokáže obejít bez Ku antény. Kosmonauti totiž mohou využít jiné prostředky navigace, např. ruční laserové dálkoměry. Posádka provedla standardní kontrolu tepelné ochrany raketoplánu pomocí senzorů OBSS (Orbiter Boom Sensor System) a několik motorických manévrů pro přibližování k ISS.

### 3. letový den - Připojení ke stanici ISS
Po dvou dnech postupného přibližování k ISS došlo k připojení raketoplánu k Mezinárodní kosmické stanici ve středu 07.04.2010 v 9:44 SELČ.

### 4. letový den - Připojení MPLM Leonardo k ISS
Ve čtvrtek 08.04.2010 ráno, byl logistický MPLM modul Leonardo přenesen pomocí staničního manipulátoru SSRMS z nákladového prostoru raketoplánu na dolní CBM uzel modulu Harmony. Během dne pak byl modul otevřen (kolem 14:00 SELČ) a bylo zahájeno přenášení nákladu a vybavení v něm uloženého. Kosmonauti se začali připravovat na výstup EVA-1.

### 5. letový den - Výstup EVA-1
Pátý letový den, 09.04.2010, byl na programu mise STS-131 první výstup do kosmu (EVA-1). Mastracchio a Anderson výstup zahájili v 7:31 SELČ. Náplní výstupu byla příprava výměny nádrže ATA na ITS-S1, sejmutí experimentu MPAC/SEED z japonské externí plošiny JEM-EF a výměna porouchaného měřicího gyroskopu RGA na ITS-S0. Tyto plánované úkoly byly splněny. Výstup byl dokončen ve 13:58 SELČ a trval tedy 6 hodin a 27 minut. Dne 09.04.2010 bylo také rozhodnuto prodloužit misi o jeden den. Důvodem prodloužení byla nutnost provést závěrečnou kontrolu tepelné ochrany raketoplánu pomocí OBSS ještě u ISS, protože na raketoplánu nefungoval vysokorychlostní komunikační systém v pásmu Ku a data z OBSS tedy bylo třeba odeslat na Zemi pomocí komunikačních kanálů ISS.

### 6. letový den - Přenášení nákladu
Na programu šestého letového dne bylo přenášení vybavení z MPLM modulu Leonardo do různých prostor stanice a příprava na výstup EVA-2.

### 7. letový den - Výstup EVA-2
Výstup EVA-2 zahájili Mastracchio a Anderson v neděli 11.04.2010 v 7:30 SELČ. Hlavním cílem výstupu byla výměna amoniakové nádrže ATA na ITS-S1. Při upevňování nové ATA na S1 se ale kosmonauti dostali do potíží a čtyři úchytné šrouby se jim nakonec podařilo utáhnout až po několika neúspěšných pokusech a v jiném pořadí, než bylo plánováno. Kvůli vzniklému časovému skluzu tak bylo možno při EVA-2 novou ATA propojit se zbytkem stanice jen elektricky, zatímco propojení dusíkových a amoniakových hadic muselo být odloženo až na výstup EVA-3. Také plánované sejmutí MMOD desek z plošiny ESP-2 k dopravě na Zemi muselo být při EVA-2 zrušeno a odloženo na jindy. Výstup EVA-2 trval celkem 7 hodin a 26 minut (skončil ve 14:56 SELČ).

### 8. letový den - Přenášení nákladu
V pondělí 12.04.2010 byl na programu půlden volna a pak pokračovalo přenášení nákladu z MPLM modulu Leonardo a také přípravy na výstup EVA-3.

### 9. letový den - Výstup EVA-3
Dne 13.04.2010 od 8:14 SELČ proběhl třetí výstup do kosmu (EVA-3). Vystoupili opět Mastracchio a Anderson. Nejprve se jim poměrně rychle podařilo dokončit nedodělky z EVA-2 (zapojení dusíkových a amoniakových hadic k nové nádrži ATA na S1 a přenesení MMOD desek z plošiny ESP-2 do přechodové komory modulu Quest k dopravě na Zemi). Následovalo přenesení a uchycení staré ATA do nákladového prostoru raketoplánu. Při uchycování ale opět nastaly problémy s jedním z upevňovacích šroubů a trvalo téměř 3 hodiny, než se podařilo problém vyřešit a všechny šrouby dostatečně dotáhnout. Zpoždění proti plánu dosáhlo téměř 2 hodin, takže muselo být zrušeno sejmutí a přenesení konstrukce LWAPA (Light-Weight Adapter Plate Assembly) z modulu Columbus do nákladového prostoru raketoplánu. Ve zbytku času kosmonauti připravili kabeláž pro instalaci nové (záložní) antény SGANT (Space to Ground ANTenna) na nosník Z1 (samotná anténa bude instalována až při příštím letu raketoplánu) a provedli ještě několik menších prací na povrchu stanice (např. přemístění úchytů nohou a vaků s nářadím). Výstup EVA-3 skončil ve 14:38 SELČ (trval 6 hodin a 24 minut).

### 10. letový den - Přenášení nákladu
Desátý letový den (14.04.2010) bylo na programu další přenášení nákladu z MPLM modulu Leonardo, tradiční společná tisková konference posádek, vzdělávací akce pro střední školy v USA a také pár hodin osobního volna kosmonautů.

### 11. letový den - Odpojení MPLM Leonardo od ISS
Ve čtvrtek 15.04.2010 bylo dokončeno přenášení nákladu mezi stanicí a MPLM modulem Leonardo. Modul byl uzavřen a pak měl být přemístěn zpět do nákladového prostoru raketoplánu. objevily se ale problémy s ovládáním zámků v CBM uzlu, kterým je Leonardo připojen ke stanici. Problémy si vyžádaly dodatečné testy z řídicího střediska, takže přenesení MPLM muselo být odloženo o několik hodin. S velkým zpožděním proti plánu byl nakonec modul odpojen od stanice a manipulátor SSRMS ho přenesl nad nákladový prostor raketoplánu. Pro nedostatek času jedenáctého letového dne byl modul v této poloze ponechán přes noc. Usazení modulu do nákladového prostoru raketoplánu bylo dokončeno v pátek 16.04.2010 ráno.

### 12. letový den - Závěrečná kontrola tepelné ochrany raketoplánu
Během dvanáctého letového dne (16.04.2010) proběhla předčasná závěrečná kontrola tepelné ochrany raketoplánu pomocí OBSS a odeslání naměřených dat na Zemi pomocí komunikačních systémů ISS (kvůli poruše antény pro pásmo Ku na raketoplánu).

### 13. letový den - Odlet raketoplánu od stanice ISS
V sobotu 17.04.2010 se posádky rozloučily, došlo k uzavření průlezů a raketoplán odletěl od stanice (ve 14:52 SELČ).

### 14. letový den - Přípravy na přistání
Posádka raketoplánu udělala testy systémů raketoplánu, potřebné pro návrat na Zemi a další nezbytné činnosti před přistáním (úklid kabiny, zaklopení parabolické antény pro pásmo Ku).

### 15. letový den - Odložení přistání o jeden den
19.04.2010 měl raketoplán Discovery STS-131 přistát na Kennedyho vesmírném středisku na letišti SLF (Shuttle Landing Facility) na Floridě. Nevyhovující počasí (nízká oblačnost a přeháňky) si ale vynutilo odklad přistání o jeden den.

### 16. letový den - Přistání na KSC
V úterý 20.04.2010 kolem 14:03 SELČ raketoplán na cca 3 minuty zažehl motory OMS a po sestupu atmosférou přistál v 15:08 SELČ na dráze Kennedyho vesmírného střediska na Floridě. Raketoplán tak dokončil 33. misi STS k Mezinárodní kosmické stanici ISS.